# Кірсі Лампінен
Кірсі Лампінен (фін. Kirsi Lampinen; нар. 19 січня 1972) — колишня фінська тенісистка.
Найвищу одиночну позицію світового рейтингу — 640 місце досягла 5 жовтня 1998, парну — 331 місце — 14 квітня 1997 року.
Здобула 2 парні титули туру ITF WTA ATP.

## Фінали ITF

### Парний розряд (2–7)
| Результат | Ранг | Дата            | Турнір              | Покриття   | Партнерка         | Суперниці                            | Рахунок       |
| --------- | ---- | --------------- | ------------------- | ---------- | ----------------- | ------------------------------------ | ------------- |
| Поразка   | 1.   | 25 вересня 1995 | Анталія, Туреччина  | Тверде     | Susan Bowman      | Pavlína Bartůňková Іпек Шенолу       | 5–7, 4–6      |
| Поразка   | 2.   | 15 квітня 1996  | Елваш, Португалія   | Тверде     | Ганна-Катрі Аалто | Клер Тейлор Тесса Прайс              | 2–6, 3–6      |
| Перемога  | 1.   | 22 квітня 1996  | Azeméis, Португалія | Тверде     | Ганна-Катрі Аалто | Кільдін Шевальє Крістіна Тріска      | 6–0, 6–2      |
| Поразка   | 3.   | 16 червня 1997  | Таллінн, Естонія    | Тверде     | Нора Кевеш        | Магдалена Кучерова Габріела Кучерова | 4–6, 1–6      |
| Поразка   | 4.   | 7 липня 1997    | Лог'я, Фінляндія    | Ґрунт      | Ганна-Катрі Аалто | Аннемарі Міккерс Анніка Ліндстедт    | 1–6, 1–6      |
| Поразка   | 5.   | 18 травня 1998  | Родос, Греція       | Тверде     | Hanna Puustinen   | Діане Асенсіо Jennifer Tinnacher     | 3–6, 4–6      |
| Поразка   | 6.   | 18 січня 1999   | Бостад, Швеція      | Тверде (i) | Ганна-Катрі Аалто | Рената Кучерова Бланка Кумбарова     | 4–6, 3–6      |
| Перемога  | 2.   | 17 травня 1999  | Елваш, Португалія   | Тверде     | Ганна-Катрі Аалто | Ана Катаріна Ногейра Такасе Аямі     | 6–4, 6–4      |
| Поразка   | 7.   | 21 червня 1999  | Бостад, Швеція      | Ґрунт      | Ганна-Катрі Аалто | Minna Rautajoki Марія Вольфбрандт    | 6–1, 2–6, 4–6 |